# Richard Böklen
Richard Böklen (* 31. Januar 1861 in Sulz am Neckar; † 26. August 1934 in Stuttgart) war ein deutscher Architekt, württembergischer Baubeamter und Hochschullehrer.

## Leben
Richard Böklens Vater war der Mathematiker Otto Böklen, Direktor der Realanstalt in Reutlingen. Von 1878 bis 1881 absolvierte er sein Studium an der Königlich Württembergischen Baugewerkschule Stuttgart (heutige Hochschule für Technik Stuttgart) unter Joseph von Egle. Dabei war er für Praktika auch in Tübingen und St. Gallen in der Schweiz. Während seines Studiums wurde er 1880 Mitglied der Stuttgarter Sängerschaft Schwaben. 1889 unternahm er eine Studienreise nach Italien.
Nach 1889 ging Richard Böklen nach Berlin zu Ernst von Ihne, wo er unter anderem beim Bau des Schlosses Friedrichshof, beim Umbau des Berliner Schlosses und am Wettbewerbsentwurf für das Kaiser-Wilhelm-Nationaldenkmal mitarbeitete. In dieser Zeit begegnete er Carl Feil, mit dem er 1895 ein gemeinsames Architekturbüro in der Stuttgarter Eberhardstraße eröffnete (als „Bureau für Architektur und Kunstgewerbe“).
1893 heiratete er die Apothekerstochter Gertrud Finckh aus Reutlingen, die Schwester des Dichters Ludwig Finckh. Eine Tochter der beiden war die Malerin Hilde Böklen.
Im Jahr 1896 wurde Richard Böklen als Regierungsbaumeister (Assessor in der staatlichen Bauverwaltung) bei der Königlichen Domänendirektion in Stuttgart beschäftigt.
1901 wurde er zum Professor an der Baugewerkschule Stuttgart ernannt.
Als freischaffender Architekt (zusammen mit Carl Feil) wie auch als Professor der Baugewerkschule Stuttgart baute Richard Böklen zahlreiche Kirchen in Württemberg und Arbeitersiedlungen in Stuttgart. Einer seiner Schüler war Gustav Epple, der spätere Gründer des Bauunternehmens Epple.
Ende der 1920er Jahre wurde das Büro Böklen und Feil geschlossen, so dass sich Böklen nur noch seiner Tätigkeit als Dozent widmete. 1930 beendete er seine Karriere und ging in den Ruhestand.
Am 26. August 1934 starb er in Stuttgart mit 73 Jahren.

## Werk

### Bauten
nach historischen Quellen (Auszug)

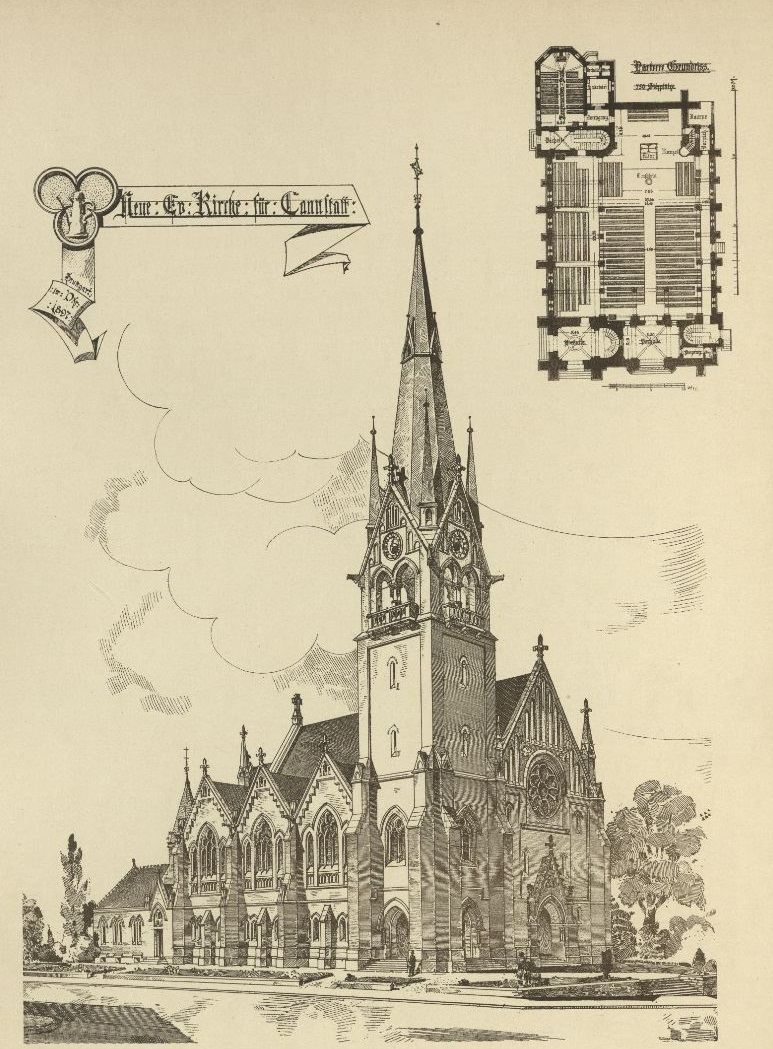
Neue Evangelische Kirche für Cannstatt

- Ev. Kirche St. Ulrich in Pflugfelden (Neubau 1902–1903)
- Ev. Pfarrkirche St. Martin in Weil im Schönbuch (Umbau und Erneuerung 1904)
- Ev. Christuskirche in Großeislingen (Neubau 1905–1906)
- Ev. Kirche Notzingen (Oberamt Kirchheim u. T.) (Umbau, Turm und Gemeindesaal neu angebaut 1905–1906)
- Ev. Kirche in Salach (Oberamt Göppingen) (Umbau und Erneuerung 1906)
- Pfarr- und Gemeindehaus der Gedächtniskirche in Stuttgart (Umbau und Zubau 1906)
- Ev. Mauritiuskirche in Reichenbach an der Fils (Teilneubau 1906–1907)
- Ev. Kirche in Tailfingen (Oberamt Balingen) (Neubau 1906–1907)
- Pfarrhaus in Tailfingen (Oberamt Balingen) (Neubau 1906–1907)
- Pfarrhaus in Sontheim (Neubau 1907–1908)
- Ev. Kirche in Babstadt (Baden) (Um- und Zubauten, erbaut 1908–1909)
- Gemeindehaus in Gussenstadt (Oberamt Heidenheim) (Projekt 1910)
- Ev. Kirche in Gündelbach (Oberamt Maulbronn) (Umbau und Erneuerung 1910)
- Ev. Martinskirche in (Straubenhardt-)Conweiler (Neubau 1911–1912)
- Ev. Kirche in (Aalen-)Unterrombach (Neubau 1911–1912)
- Ev. Kirche in Hedelfingen (Entwurf 1913)
- Ev. Kirche in Maienfels (Neuer Turm und Umbau 1914–1915)
- Ev. Michaelskirche in Stuttgart-Wangen (Umbau und Erneuerung 1903; gemeinsam mit Carl Feil)

nach jüngeren Quellen (Auszug)
- Ev. Lutherkirche in (Stuttgart-)Bad Cannstatt (Renovierung 1897–1900)
- (Alte) Villa Haux in (Albstadt-)Ebingen  (Neue Fassade und Pavillonanbau 1898)
- Friedhofskapelle in (Albstadt-)Ebingen (Neubau 1898–1899)
- eigenes Atelier- und Wohnhaus Arminstraße 13 in Stuttgart-Heslach (Neubau 1898–1899)
- Wohnbebauung Kolonie Ostheim, Kanonenweg 185–191 (Neubau 1900–1901)
- Wohnbebauung Kolonie Ostheim, Raitelsbergstraße 21–39 (Neubau 1901–1902)
- Wohnbebauung Kolonie Westheim in Stuttgart-Botnang (Neubau 1902–1903)
- Gebäude der Oberamtssparkasse in Balingen (Neubau 1902–1903)
- Ev. Peterskirche in (Albstadt-)Tailfingen (Renovierung 1905)
- Ev. Pauluskirche in (Albstadt-)Tailfingen (Neubau 1906–1907)
- Ev. Leonhardskirche in Stuttgart  (Renovierung 1907)
- Villa Daniel-Groz in (Albstadt-)Ebingen (Neubau 1907–1908)
- Ackermannstift in Sontheim  (1907–1909)
- Neue Villa Haux in (Albstadt-)Ebingen (Neubau 1908–1909)
- Ev. Matthäuskirche in Stuttgart (Renovierung 1910)
- Franz-Schubert-Schule in der Wohnkolonie Westheim (Neubau 1912)

### Schriften
- Die neueren Bauten des Vereins für Wohl der arbeitenden Klassen in Ostheim und Westheim. In: Monatsschrift des Württembg. Vereins für Baukunde in Stuttgart. F. Weise’s Hofbuchhandlung in Stuttgart (bis 1900); Süddt. Verl.-Anstalt, München (ab 1901). Stuttgart 1898–1904, S. 18–21. (uni-stuttgart.de).

## Unveröffentlichte Quellen
- Nachlass der Familie Böklen, Stuttgart